# James Edwin Ruthven Carpenter Jr.
James Edwin Ruthven Carpenter Jr. llamado J. E. R. Carpenter (Columbia, 7 de enero de 1867 - Nueva York, 11 de junio de 1932) fue el principal arquitecto de lujo residencial edificios de gran altura en Nueva York en la década de 1900.

## Biografía
Estudió en la Universidad de Tennessee y en el Instituto Tecnológico de Massachusetts, donde se graduó en 1884. Luego estudió en la École des Beaux Arts de París.
Carpenter trabajó en Nashville, Tennessee, en 1888; en Norfolk, Virginia, en 1890; y luego en la ciudad de Nueva York. En 1892, publicó un libro de arquitectura, Artistic Homes for City and Suburb. Diseñó la Iglesia Episcopal Metodista de Epworth en Norfolk (1894-1896). El primer encargo de Carpenter, en 1909, fue para 116 East 58th Street, un edificio de apartamentos de nueve pisos, demolido desde entonces. Sus diseños en Tennessee incluyen el arsenal militar de Columbia (más tarde la Academia Militar de Columbia ), el tribunal del condado de Maury en Columbia, Tennessee, la Torre Kirkland en la Universidad Vanderbilt, el Hermitage Hotel, la Mansión Lynmeade y el The Stahlman en Nashville, el Hurt Building en Atlanta, el American National Bank Building en Pensacola, y varios edificios en Nueva York, incluidos 907 Fifth Avenue, 620 Park Avenue, 625 Park Avenue, 640 Park Avenue, 655 Park Avenue, 825 Fifth Avenue, 819 Park Avenue, 550 Park Avenue, terminado en 1917, el neoitaliano 1030 Fifth Avenue, construido en 1925, y el One Grand Central Place, terminado en 1930.
Un aspecto distintivo del trabajo de Carpenter es su combinación de edificios: estructuras hermanas enfrentadas entre sí al otro lado de una calle lateral, como 1115 y 1120 Fifth, en 93rd Street; 1148 y 1150 Fifth, en 96th Street; y 1165 y 1170 Fifth, en 98th Street.

## Vida personal
El 9 de febrero de 1899 se casó con Marion Stires, que nació en diciembre de 1870 en Virginia o Georgia, hija de Van Rensselaer W. Stires y Letitia (de soltera Milmore) Stires. Murió el 24 de octubre de 1956 en Nueva York, le sobreviven un nieto y dos bisnietos. Ella era una coleccionista de arte. La muerte de J. E. R. Carpenter generó obituarios en la edición del 12 de junio de 1932 del New York Times y en la edición de agosto de 1932 de The Architectural Forum.

## Galería

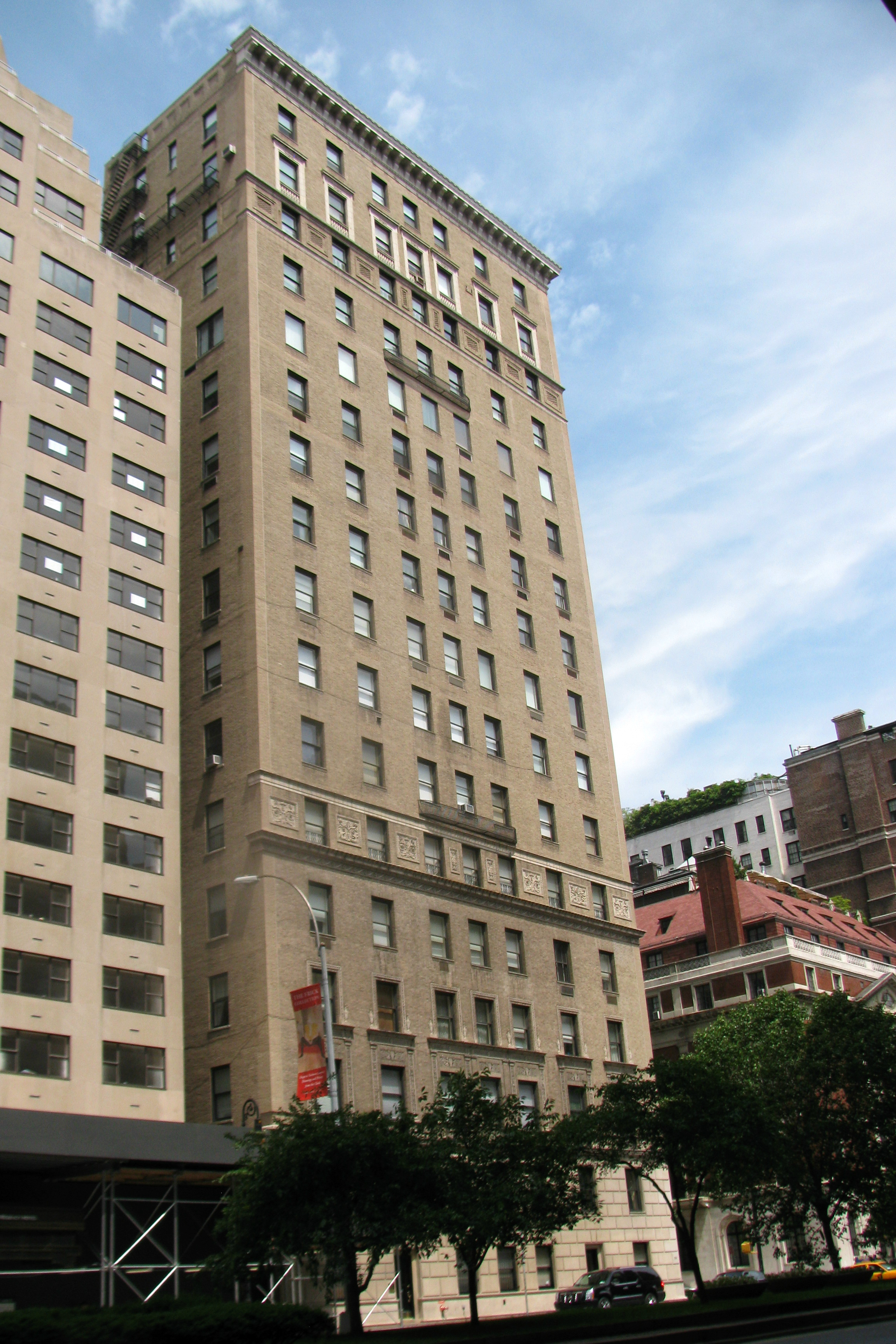
550 Park Avenue
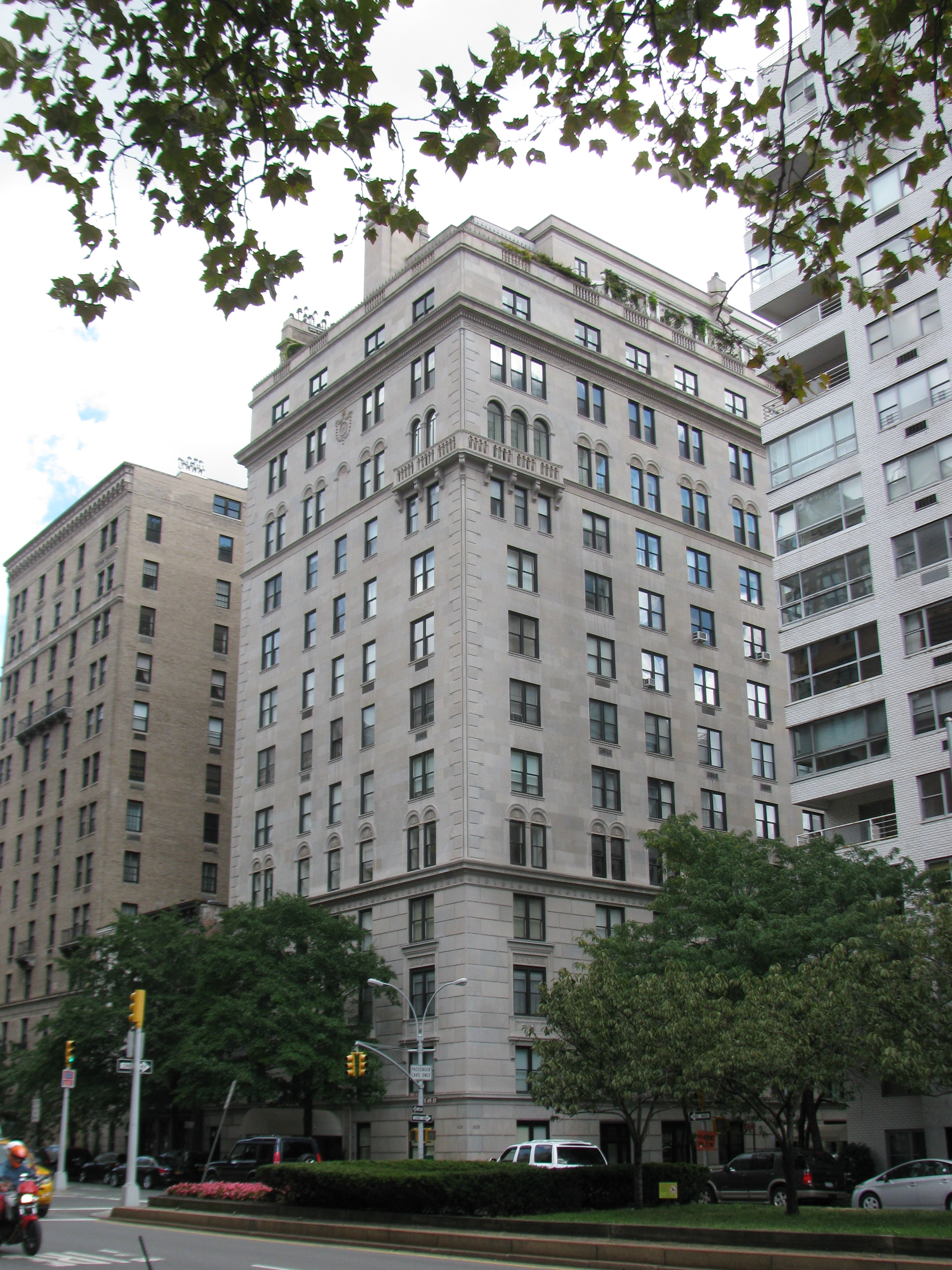
625 Park Avenue
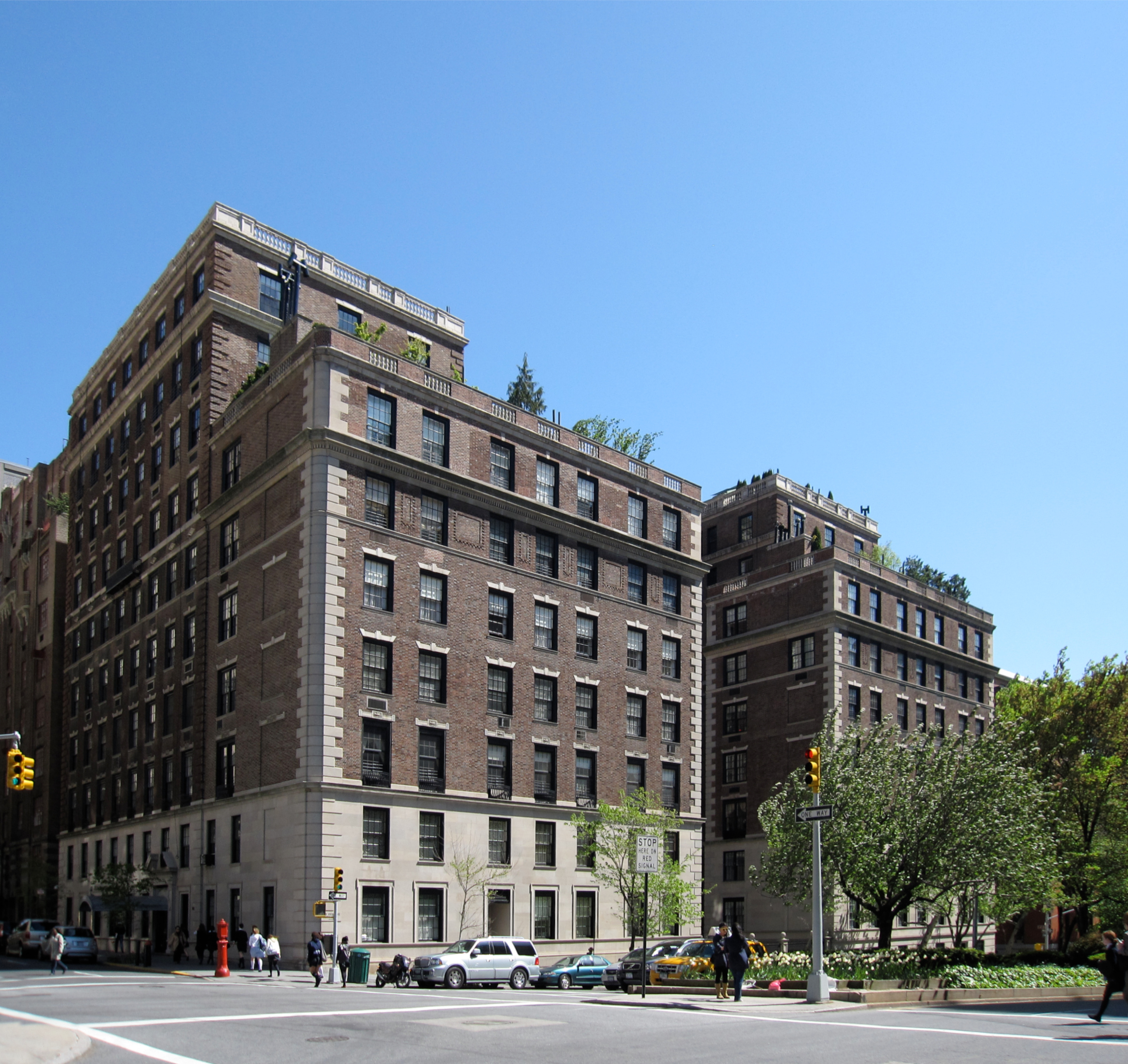
655 Park Avenue
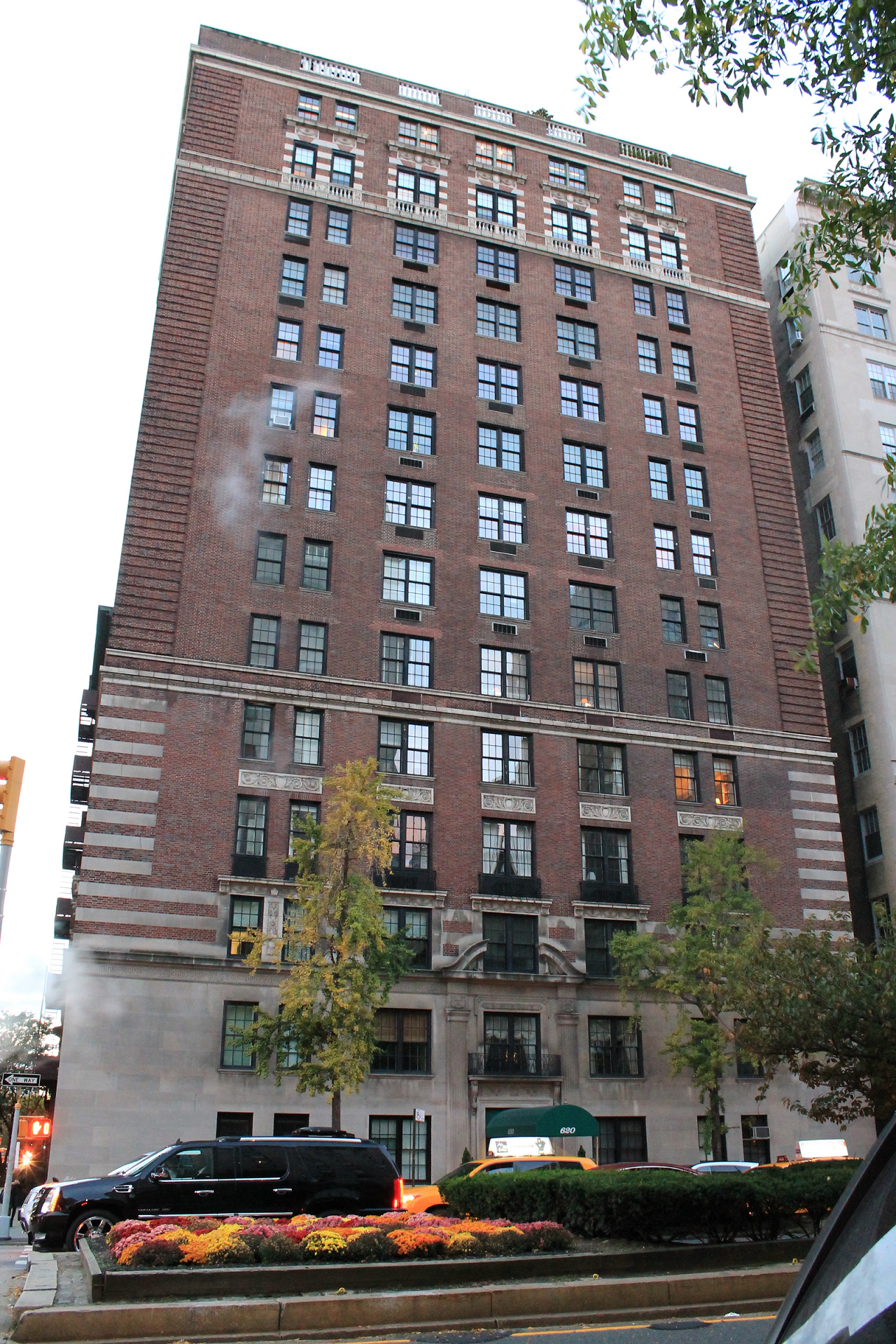
920 Park Avenue
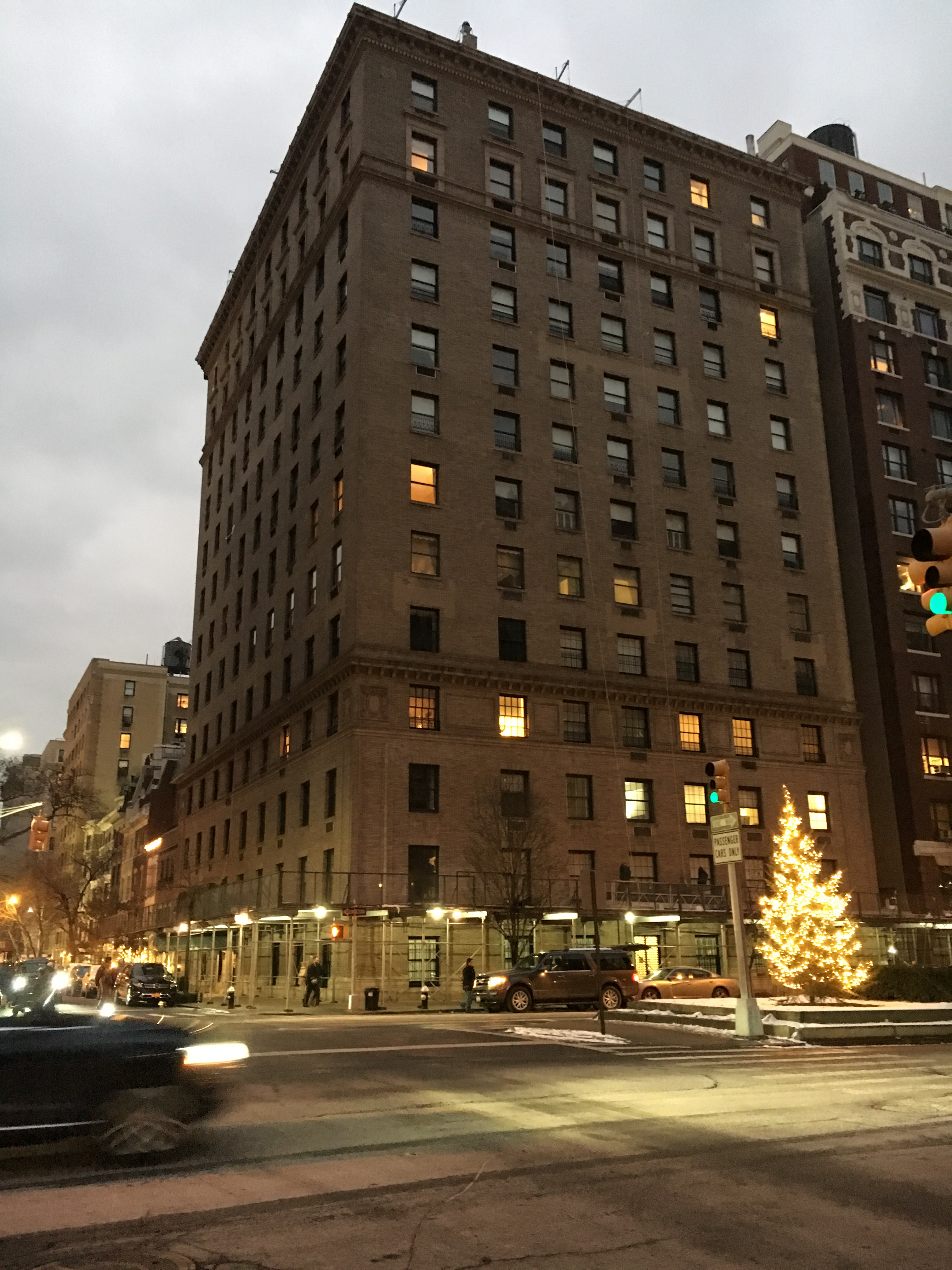
960 Park Avenue